# Monument aux morts de Fabrezan
Le monument aux morts de Fabrezan (Aude, France) commémore les soldats de la commune morts lors des conflits du XXe siècle.

## Description
Le monument est érigé légèrement à l'extérieur du centre-ville de Fabrezan, dans un petit square à l'intersection des avenues du Café-Peyrou et de l'Ancienne-Gare. Il est constitué d'un autel surmonté d'un portique à fronton triangulaire, en pierre ; devant lui, un socle cylindrique supporte une statue allégorique en marbre, symbolisant la France. Le monument mesure au total 5 m de hauteur, pour 9 m de largeur et 5 m de profondeur.
Des plaques de marbre recensent les soldats de la commune tombés au front : 94 lors de la Première Guerre mondiale, 8 lors de la Seconde Guerre mondiale, 3 lors de la guerre d'Indochine, 1 lors de la guerre d'Algérie,.

## Histoire
Le monument est édifié en 1927, sous la direction des architectes Marcel Seignouret et  Henri Gibert. La statuaire est l'œuvre de Firmin Michelet.
Le monument aux morts est inscrit au titre des monuments historiques le 18 octobre 2018. Il fait partie d'un ensemble de 42 monuments aux morts de la région Occitanie protégés à cette date pour leur valeur architecturale, artistique ou historique.